# جنبة (الخليل)
جنبة هي قرية فلسطينية صغيرة تقع في الركن الجنوبي الغربي من منطقة مسافر يطا بمحافظة الخليل، الواقعة جنوب الضفة الغربية . تُدار القرية ضمن الأطر المحلية الفلسطينية، إلا أنها تقع ضمن المنطقة (ج) من الضفة الغربية ، والتي تخضع للسيطرة المدنية والعسكرية الكاملة من قبل سلطات الاحتلال الإسرائيلي.
تعاني القرية من تحديات مزمنة تتعلق بالتهجيرالقسري، وفقدان البنية التحتية، بالإضافة إلى اعتداءات متكررة من قبل المستوطنين الإسرائليين.

## التاريخ والآثار
تُسمى منطقة مسافر يطا بهذا الاسم نسبةً إلى الكلمات العربية التي تعني "السفر". تناول الفيلم الوثائقي " لا أرض أخرى " الصادر عام 2024، الفائز بجائزة الأوسكار لأفضل فيلم وثائقي ، قضايا المنطقة وتسليط الضوء على معاناة سكانها تحت الاحتلال الإسرائيلي.
تشير الروايات المحلية إلى أن عائلات من مدينة يطا سكنت في قرية الجنبة لأول مرة في أوائل القرن التاسع عشر. تضم المنطقة كهوفًا وحقولًا زراعية مدرجة، يعتبرها العلماء والسكان المحليون جزءًا من مساكن موسمية ودائمة قديمة.
أشار الجغرافي ناتان شاليم إلى أن القرية تحتوي على مساكن كهوف وأدوات صوانية تعود إلى عصور قديمة. يشير هذا إلى استمرارية الوجود البشري، على الرغم من عدم الإبلاغ عن أي حفريات رسمية.
في فترة الانتداب البريطاني، اعتمد سكان القرية على اقتصاد زراعي مختلط يجمع بين تربية الحيوانات وزراعة البساتين والمحاصيل الحقلية.

## السياق القانوني-الإداري
منذ عام 1967، أصبحت منطقة مسافر يطا، بما في ذلك قرية الجنبة، ضمن ما تُعرف بمنطقة إطلاق النار 918 التي أعلنتها سلطات الاحتلال الإسرائيلي، أدى هذا التصنيف إلى تبرير عمليات الهدم والتهجير الروتينية في الإطار العسكري الإسرائيلي.
في عام 2022، أصدرت المحكمة العليا الإسرائيلية حكمًا يؤيد أوامر الإخلاء التي طالت ثماني قرى فلسطينية في مسافر يطا، من بينها جنبة، ما يُهدد بتهجير أكثر من ألف نسمة من سكان المنطقة.
يواجه سكان جنبة بشكل متكرر أوامر هدم لمنازلهم وخزانات المياه ووحدات الطاقة الشمسية بسبب صعوبة الحصول على تراخيص بناء إسرائيلية. يعتمد العديد من السكان على المباني المؤقتة وخزانات المياه المجتمعية.

## إخلاء السكان وهجمات المستوطنين
منذ ثمانينيات القرن العشرين وحتى الوقت الحاضر، تعرضت قرية جنبة في مسافر يطا لضغوط متواصلة تهدف إلى تهجير سكانها، وتشمل هذه الضغوطات عمليات هدم المنازل، وتدمير نقاط المياه، والقيود المفروضة على أراضي الرعي.
وفي أوائل عام 2025، وثّق السكان عدة اعتداءات من قبل لمستوطنين والجيش الإسرائيلي شملت هذه الاعتداءات:
- اقتحام عشرات المستوطنين، برفقة قوات إسرائيلية في بعض الأحيان، قرية جنبة، مما أدى إلى إصابة السكن بما في ذلك الأطفال ونهب المنازل ومنشآت الطاقة الشمسية.
- تعرضت المباني للتخريب أثناء المداهمات الليلية، كما تم تدمير الكاميرات والبنية التحتية المرتبطة بالمدرسة.
- اعتقلت قوات الاحتلال الإسرائيلي أكثر من 20 فلسطينيا، فيما لم يتم اعتقال أي مستوطن، وتم نقل عدد من الفلسطينيين إلى المستشفى مصابين بكسور في الجمجمة وإصابات في الصدر.

في 28 مارس/آذار 2025، هاجم حشد من المستوطنين وقوات جيش الغحتلال الإسرائيلي قرية جنبة، ونهبت منازلها وهاجمت سكانهان وقد وصف أحد سكان القرية، موسى جبرين ربيع، ما جرى بقوله:
حملوا المطارق وحطموا كل شيء المنازل والأثاث والمطابخ والثلاجات والغسالات. لم يتركوا شيئًا سليمًا. أجبرونا على الجلوس في الخارج في ظل طقس سيء للغاية، من الساعة الواحدة صباحًا حتى السادسة والنصف صباحًا، وعندما عدنا، رأينا أنهم مزقوا ملابس النساء بالسكاكين.
أثار الحادث إدانة دولية، ودفع المتحدث باسم جيش الدفاع الإسرائيلي إلى إصدار بيان يُقرّ فيه بأن "القوات خربت وألحقت أضرارًا بالمعدات في الموقع، إضافةً إلى ذلك، لم تُبلّغ القوات عن النشاط غير الاعتيادي ، الذي لم يُكتشف إلا من خلال تسجيلات مصورة نُشرت على مواقع التواصل الاجتماعي. ركّز التدقيق الداخلي لجيش الدفاع الإسرائيلي على المسائل الإدارية والقيادية والتحكمية، وليس على الأضرار التي لحقت بالمدنيين الفلسطينيين. ولم يُقدّم أي تعويض ، وهدّد الجيش "بمواصلة العمل بحزم للحفاظ على الأمن في المنطقة"، مُلمّحًا إلى غارات مستقبلية ضد أهداف مدنية في المنطقة.
لقد أجبر الاضطهاد والمضايقات والعنف المتزايد العديد من العائلات على مغادرة القرية، وهي العملية التي وصفتها المنظمات غير الحكومية بأنها تطهير عرقي .

## السكان
السكان المحليون هم من المزارعين المستقرين، حيث بلغ عددهم في السنوات الأخيرة ما بين 150 إلى 300 نسمة. يتحدثون العربية ويعتمدون على رعي الماعز وزراعة الزيتون والرعي في معيشتهم. ويعتمدون على صهاريج المياه والألواح الشمسية وخزانات المياه لمحدودية الوصول إلى البنية التحتية.